# Долгая счастливая жизнь (фильм, 2013)
«Долгая счастливая жизнь» — российская социальная драма режиссёра Бориса Хлебникова 2013 года. Фильм вошёл в основную конкурсную программу 63-го Берлинского международного кинофестиваля.

## Сюжет
Молодой горожанин Александр (многие персонажи называют его: "Александр Сергеевич") взял ссуду, арендовал землю, нанял работников и попытался создать фермерское хозяйство. Но неудачи подстерегают его на каждом шагу. Он недоволен своими ленивыми работниками. На фоне этой безнадежной ситуации появляется неизвестный инвестор, выкупающий земли разорившихся хозяйств. Для Александра это шанс избавиться от надоевшей ему картофельной фермы, ссуды, что он заложил, вернуться в город и жить там со своей любимой девушкой Аней (чиновницей из департамента, скупающего земли). Александр соглашается продать хозяйство и объявляет о своем решении местным жителям, которые трудятся под его началом. Никаких перспектив, кроме работы на этой ферме, у них нет, и они уговаривают Александра не продавать землю, заверяют, что готовы биться за ферму против полиции и приставов с оружием в руках. Александру нравится роль местного лидера, опоры крестьян. Он ссорится с местной администрацией. Но постепенно деревенские, один за одним, отворачиваются от своего начальника, им жаль, что не взяли деньги, а теперь нужно ещё и работать. Они вспоминают про свои проблемы и желания, и их пути расходятся с Александром и оставляют его наедине с агрессией местной коррумпированной администрации. Даже давнему другу Володе, более крупному бизнесмену, оказывается с ним не по пути...тем более, что именно Володя претендует на землю Александра. От всех революционных инициатив местного населения главному герою остаётся только ружьё одного из бунтарей. На ферму Александра приезжают чиновники в сопровождении полицейского. Александр топчет бумаги, которые ему настойчиво предлагают подписать. Происходит драка между Александром и одним из чиновников, но внезапно Александр одного за одним убивает всех, кто к нему приехал: первого чиновника он убивает камнем, а второго чиновника и сотрудника полиции Александр убивает из огнестрельного оружия. Финальная сцена возвращает зрителя к романтическим отношениям Александра и Ани: хотя в какой-то момент Аня со скандалом настаивала, чтоб Александр взял субсидию, на которую они вместе могли бы жить в любви долго и счастливо, но она в итоге мирится с ним без всяких условий ради их прекрасных чувств. Влюблённые воссоединяются в маленьком домике Александра на берегу бурной реки. Фильм завершается кадрами потоков непокорной реки в российской глубинке.

## В ролях
- Александр Яценко — Александр Сергеевич
- Анна Котова — Анна
- Евгений Сытый — Женя
- Инна Стерлигова — жена Жени
- Владимир Коробейников — Володя
- Сергей Наседкин — Серёга
- Александр Алябьев — Сашка
- Сергей Пестриков — Серёжка
- Глеб Пускепалис — Олежка

## Съёмочная группа
- Режиссёр — Борис Хлебников
- Продюсеры — Роман Борисевич, Александр Кушаев
- Авторы сценария — Борис Хлебников, Александр Родионов
- Оператор — Павел Костомаров
- Звукорежиссёр — Максим Беловолов
- Художник-постановщик — Ольга Хлебникова
- Художник по костюмам — Светлана Михайлова
- Монтаж — Иван Лебедев

## Создание
Рабочее название фильма — «Конецдворье». Название «Долгая счастливая жизнь» фильм получил от названия песни Егора Летова из одноимённого альбома группы «Гражданская оборона».
По словам Бориса Хлебникова, первоначальным толчком для создания сценария послужил фильм-вестерн 1952 года «Ровно в полдень» режиссёра Фреда Циннемана.
Фильм снимался на Терском берегу Белого моря, в поселке Умба Мурманской области.

## Критика
Кинокритик Юрий Гладильщиков: «Подобного яростного социального фильма в нашем современном кино не то, что давно, а никогда не было. Это фильм-удар. Сидя в зале, не просто сжимаешь кулаки от ощущения несправедливости, которая творится вокруг главного героя, а жаждешь ворваться в пространство экрана и начать бить морды. Конечно, фильм Хлебникова не про отдельные недостатки на местах. Он — про страну, про людей, про систему. Реально новое российское кино. Причем сделанное со знанием ситуации. Финальные титры потрясают длинным перечнем фермеров из разных уголков страны, которые послужили фильму консультантами. Везде одно и то же».
Фильм был сдержанно встречен прессой на Берлинском кинофестивале. Журналистский рейтинг журнала Screen выставил ему среднюю оценку 1.8. Рецензент этого журнала Джонатан Ромни выставил фильму Хлебникова твердую двойку, но, отдавая должное этой «истории о том, какие трудные времена настали в России для честных людей», он называет Хлебникова Кеном Лоучем сельской России.

## Награды и номинации
- 2013 — Кинофестиваль «Виват кино России!» в Санкт-Петербурге[7]:
  - Приз за лучший сценарий — Борису Хлебникову и Александру Родионову,
  - Приз за лучшую мужскую роль — Александру Яценко.
- 2013 — Кинофестиваль «Созвездие» в Ярославле[8]:
  - Приз за лучшую мужскую роль — Александру Яценко.
- 2013 — 3-й Международный кинофестиваль «Край света» на Сахалине[9]: 
  - Приз за лучшую мужскую роль — Александру Яценко.
- 2013 — 63-й Берлинский международный кинофестиваль:
  - Номинация на «Золотого медведя»
- 2014 — Номинации на премию «Ника»:
  - за лучший фильм,
  - за лучшую режиссёрскую работу (Борис Хлебников),
  - за лучшую сценарную работу (Александр Родионов, Борис Хлебников).